# Abapeba pennata
Abapeba pennata är en spindelart som först beskrevs av Lodovico di Caporiacco 1947.  Abapeba pennata ingår i släktet Abapeba och familjen flinkspindlar.
Artens utbredningsområde är Guyana. Inga underarter finns listade i Catalogue of Life.